# Mountmellick
Mountmellick (irl. Móinteach Mílic) – miasto w północnej części hrabstwa Laois w Irlandii, leżące przy drodze N80.